# Société de littérature suédoise en Finlande
Vous pouvez aider à l'améliorer ou bien discuter des problèmes sur sa page de discussion.
- Il ne cite pas suffisamment ses sources. Vous pouvez indiquer les passages à sourcer avec {{référence nécessaire}} ou {{Référence souhaitée}}, et inclure les références utiles en les liant aux notes de bas de page. (Marqué depuis mai 2024)
- Certaines informations devraient être mieux reliées aux sources mentionnées dans la bibliographie ou les liens externes. Améliorez sa vérifiabilité en les associant par des références. (Marqué depuis mai 2024)

- Archive Wikiwix
- Bing
- Cairn
- DuckDuckGo
- E. Universalis
- Gallica
- Google
- G. Books
- G. News
- G. Scholar
- Persée
- Qwant
- (zh) Baidu
- (ru) Yandex
- (wd) trouver des œuvres sur Wikidata

La Société de littérature suédoise de Finlande (en suédois : Svenska litteratursällskapet i Finland, sigle SLS) est une société savante fondée en 1885 qui a pour objet l'étude et la promotion de la littérature et de la culture suédoise de Finlande. Elle a son siège à Helsinki.

## Prix
La Société décerne de nombreux prix, médailles et bourses. Le plus important est le Prix Tollander, doté en 2010 de 35000 euros. Il est décerné chaque année depuis 1913, le 5 février, jour anniversaire de la naissance de Johan Ludvig Runeberg (1804-1877), écrivain de langue suédoise et poète national de la Finlande.